# Pat Flatley
Patrick William Flatley (* 3. Oktober 1963 in Toronto, Ontario) ist ein ehemaliger kanadischer Eishockeyspieler, der im Verlauf seiner aktiven Karriere zwischen 1981 und 1997 unter anderem 850 Spiele für die New York Islanders und New York Rangers in der National Hockey League auf der Position des rechten Flügelstürmers bestritten hat.

## Karriere
Nachdem Flatley zunächst bis 1981 in seiner Heimatprovinz Ontario im Juniorenbereich gespielt hatte, zog es ihn im Sommer 1981 in die Vereinigten Staaten. Dort verfolgte der Stürmer ein Studium an der University of Wisconsin–Madison und spielte dazu parallel für das Eishockeyteam der Universität in der Western Collegiate Hockey Association, einer dem Spielbetrieb der National Collegiate Athletic Association angehörenden Division. Gleich in seinem Freshmanjahr gewann Flatley den Meistertitel der WCHA und erreichte auf nationaler Ebene ebenfalls das Finale. Der Kanadier steuerte dazu 37 Scorerpunkte in 33 Einsätzen bei, was dazu führte, dass er im NHL Entry Draft 1982 bereits in der ersten Runde an 21. Gesamtposition von den New York Islanders aus der National Hockey League ausgewählt wurde. Davon beflügelt steigerte Flatley seine Punktausbeute auf 69 im folgenden Spieljahr und hatte als zweitbester Scorer des Teams maßgeblichen Anteil an der erfolgreichen Verteidigung des WCHA-Titels und auch dem Gewinn der nationalen Collegemeisterschaft der NCAA. Zudem wurde er in zahlreiche All-Star-Teams berufen.
Nach Abschluss der Saison brach Flatley sein Studium ab und bereitete sich mit dem kanadischen Eishockeyverband Hockey Canada im Verlauf der Saison 1983/84 auf die Olympischen Winterspiele 1984 im jugoslawischen Sarajevo vor. Nach deren Abschluss wechselte er im Frühjahr 1984 in das Franchise der New York Islanders, mit denen er im selben Jahr das Finale um den Stanley Cup erreichte. Allerdings gelang es dem Team nicht, den Titel zum fünften Mal in Folge zu erringen. Flatley lief die folgenden zwölf Spielzeiten für die Islanders in der NHL auf und wurde vor der Saison 1991/92 zum fünften Mannschaftskapitän der Franchise-Geschichte ernannt. Diese Position bekleidete er fünf Spieljahre, während derer er mit 60 Scorerpunkten in der Saison 1992/93 einen persönlichen Rekord aufstellte.
Nachdem sein Vertrag nach der Spielzeit 1995/96 seitens der Islanders nicht verlängert worden war, wechselte der Angreifer als Free Agent zum Stadtrivalen New York Rangers. Dort verbrachte er sein letztes Jahr im Profibereich, ehe er seine aktive Karriere im Sommer 1997 im Alter von 33 Jahren für beendet erklärte.

### International
Für sein Heimatland lief Flatley erstmals im Rahmen der Junioren-Weltmeisterschaft 1983 im sowjetischen Leningrad auf. Dabei steuerte er im Turnierverlauf vier Tore zum Gewinn der Bronzemedaille bei und empfahl sich damit als Kandidat für den Kader der Olympischen Winterspiele 1984 im jugoslawischen Sarajevo.
Der kanadische Eishockeyverband Hockey Canada berief Flatley daraufhin nach Abschluss seines Studiums in den erweiterten Olympiakader, womit er zunächst die Weltmeisterschaft 1983 in Deutschland bestritt, die ebenfalls mit dem Gewinn der Bronzemedaille endete. Die Saison 1983/84 absolvierte der Stürmer ebenfalls mit dem Team Canada, die mit der Teilnahme am olympischen Eishockeyturnier ihren Höhepunkt fand. Dieses schlossen die Kanadier auf dem vierten Platz ab, während Flatley in sieben Einsätzen auf sechs Scorerpunkte kam. Bei der Weltmeisterschaft im Jahr zuvor war er noch punktlos geblieben.

## Erfolge und Auszeichnungen
| - 1982 Broadmoor-Trophy-Gewinn mit der University of Wisconsin–Madison - 1983 Broadmoor-Trophy-Gewinn mit der University of Wisconsin–Madison - 1983 WCHA First All-Star Team | - 1983 NCAA-Division-I-Championship mit der University of Wisconsin–Madison - 1983 NCAA Championship All-Tournament Team - 1983 NCAA West First All-American Team |

### International
- 1983 Bronzemedaille bei der Junioren-Weltmeisterschaft
- 1983 Bronzemedaille bei der Weltmeisterschaft

## Karrierestatistik

### International
Vertrat Kanada bei:
- Junioren-Weltmeisterschaft 1983
- Weltmeisterschaft 1983
- Olympischen Winterspielen 1984

(Legende zur Spielerstatistik: Sp oder GP = absolvierte Spiele; T oder G = erzielte Tore; V oder A = erzielte Assists; Pkt oder Pts = erzielte Scorerpunkte; SM oder PIM = erhaltene Strafminuten; +/− = Plus/Minus-Bilanz; PP = erzielte Überzahltore; SH = erzielte Unterzahltore; GW = erzielte Siegtore; 1 Play-downs/Relegation; Kursiv: Statistik nicht vollständig)